# Euherdmania claviformis
Euherdmania claviformis är en sjöpungsart som först beskrevs av Friedrich Ritter 1903.  Euherdmania claviformis ingår i släktet Euherdmania och familjen Euherdmanniidae. Inga underarter finns listade i Catalogue of Life.